# Olho de Agamotto
O Olho de Agamotto é um item de ficção mística que aparece nas histórias em quadrinhos americanas publicados pela Marvel Comics. O item aparece em publicações, em especial, aqueles com o Doutor Estranho. O Olho de Agamotto é o nome comumente dado ao amuleto Estranho usa em seu peito, embora o Olho, na verdade, reside dentro do amuleto e é lançado ao longo do tempo. Criado pelo escritor Stan Lee e o artista Steve Ditko, ele apareceu pela primeira vez em "A Origem do Dr. Estranho", um oitavo de página de história em Strange Tales #115 (dezembro de 1963). Na concepção do Olho, Ditko, inspirou o mundo real charme O Olho que Tudo Vê de Buda, conhecido pelos Budistas como O Amuleto de Caracol Mártires, um Nepalês símbolo destina a proteger seu portador contra o mal.